# Нейлор, Брайан
Бра́йан Не́йлор (24 марта 1923, Солфорд, Манчестер, Великобритания — 8 августа 1989, Марбелья, Испания) — британский автогонщик, пилот Формулы-1 (1957-1961).

## Биография

### До Формулы-1
Брайан Нейлор родился 24 марта 1923 года в Солфорде, графство Большой Манчестер. Он был автомобильным дилером, а также радистом торгового флота, получал награды за мужество во время Второй мировой войны. В 1953 году принял участие в гонке National Snetterton на одноимённой трассе за рулём MG, занял 2 место. В 1954 году выступал в многих гонках в Великобритании, проводимых British Automobile Racing Club и региональными автоспортивными клубами, за рулём Cooper T29, в частности, Tourist Trophy. В 1955 году продолжил выступления, выступая преимущественно на Lotus Mark VIII, в 1956 году — на Maserati 150S и Lotus Eleven. В октябре 1956 занял 2 место в Гран-при Рима на трассе Кастельфузано, который выиграл Луиджи Муссо, на тот момент уже выступавший в Формуле-1. В этом Гран-при Нейлор выступал на Lotus Eleven с мотором Maserati.

### Выступления в Формуле-1 на Cooper (1957—1958)
В 1957 году Брайан Нейлор купил машину Cooper F2. В том же 1957 году, в Гран-при Германии, состоялся его дебют в Формуле-1. Нейлор выступал на Cooper T43, классифицировался по отдельной классификации Формулы-2 и поэтому не мог набирать очки; в гонке он финишировал на 13-м месте, которое не принесло бы очков в любом случае. При этом среди пилотов Формулы-2 Нейлор был 2-м. В сезоне 1958 Брайан Нейлор также участвовал в Гран-при Германии по классификации Формулы-2 (за рулём Cooper T45). Также в 1958 он дебютировал в гонке 24 часов Ле-Мана за рулём Lister. Его напарником был Брюс Хэлфорд, по заявке которого экипаж выступал. Нейлор участвовал и в следующей 24-часовой гонке в Ле-Мане (1959).

### Выступления в Формуле-1 на JBW (1959—1961)
Начиная с сезона 1959, Брайан Нейлор выступал в Формуле-1 на JBW Type 1 — машине собственного производства, разработанной на базе Cooper. JBW Type 1 была оснащена двигателем Maserati. Наиболее активное участие Нейлор принял в сезоне 1960 Формулы-1, выступив в четырёх Гран-при. В 1961 Нейлор провёл свою последнюю гонку Формулы-1 — Гран-при Италии 1961 года — на JBW Type 2 с мотором Coventry-Climax. За весь этот период очков Нейлору набрать не удалось, в шести Гран-при он финишировал только один раз, повторив свой лучший результат (13 место) в Гран-при Великобритании 1960 года. Лучшей стартовой позицией было 7 место в Гран-при Италии 1960 года.
После 1961 года Брайан Нейлор завершил карьеру в автоспорте из-за проблем со здоровьем. Он умер 8 августа 1989 года в Марбелье.

## Результаты выступлений в Формуле-1
| Сезон | Команда    | Шасси         | Двигатель           | Ш | 1   | 2       | 3   | 4       | 5        | 6      | 7        | 8        | 9        | 10       | 11  | Место | Очки |
| ----- | ---------- | ------------- | ------------------- | - | --- | ------- | --- | ------- | -------- | ------ | -------- | -------- | -------- | -------- | --- | ----- | ---- |
| 1957  | J B Naylor | Cooper T43 F2 | Climax Straight-4   | D | АРГ | МОН     | 500 | ФРА     | ВЕЛ      | ГЕР 13 | ПЕС      | ИТА      |          |          |     | —     | 0    |
| 1958  | J B Naylor | Cooper T45 F2 | Climax Straight-4   | D | АРГ | МОН     | НИД | 500     | БЕЛ      | ФРА    | ВЕЛ      | ГЕР Сход | ПОР      | ИТА      | МАР | —     | 0    |
| 1959  | J B Naylor | JBW           | Maserati Straight-4 | D | МОН | 500     | НИД | ФРА     | ВЕЛ Сход | ГЕР    | ПОР      | ИТА      | США      |          |     | —     | 0    |
| 1960  | J B Naylor | JBW           | Maserati Straight-4 | D | АРГ | МОН НКВ | 500 | НИД     | БЕЛ      | ФРА    | ВЕЛ 13   | ПОР      | ИТА Сход | США Сход |     | —     | 0    |
| 1961  | J B Naylor | JBW           | Climax Straight-4   |   | МОН | НИД     | БЕЛ | ФРА ОТК | ВЕЛ      | ГЕР    | ИТА Сход | США      |          |          |     | —     | 0    |